# 런던주

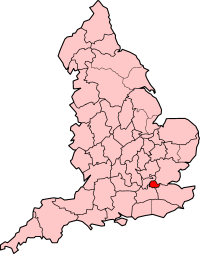
런던주의 위치

런던주(County of London)는 과거 잉글랜드에 존재했던 주로 주도는 잉글랜드와 영국의 수도이기도 한 런던이며 면적은 303.12km2, 인구는 3,200,484명(1961년 당시 기준)이다.
1889년에 시행된 《1888년 지방정부법》(Local Government Act 1888)에 따라 신설되었다. 템스강 북안과 남안을 두고 서로 나뉘었는데 북동쪽으로는 에식스주, 남동쪽으로는 켄트주, 남서쪽으로는 서리주, 북쪽으로는 미들섹스주와 접했다. 1965년에 시행된 《1963년 런던 정부법》(London Government Act 1963)에 따라 그레이터런던으로 개편되면서 폐지되었다.

런던주 의회의 문장

## 같이 보기
- 홈 카운티스